# Паттен, Крис
Кри́стофер (Крис) Фрэ́нсис Па́ттен, баро́н Па́ттен Барнский (англ. Christopher Francis Patten, Baron Patten of Barnes, кит. 彭定康; род. 12 мая 1944, Ланкашир) — британский государственный и политический деятель. 28-й губернатор Гонконга (1992—1997), председатель Консервативной партии Великобритании (1990—1992) и канцлер (ректор) Оксфордского университета с 2003 по 2024 годы.
Паттен вырос в Лондоне и изучал историю в Баллиол-колледже, в городе Оксфорд. Вскоре после выпуска в 1965 году, Паттен начал работать в Консервативной партии Великобритании.
Паттен был избран членом парламента от Бата в 1979 году. Он был назначен государственным секретарем по вопросам окружающей среды Маргарет Тэтчер в 1989 году в рамках её третьего министерства, став ответственным за введение непопулярного подушного налога. После того как Джон Мейджор стал премьер-министром в 1990 году, Паттен стал председателем Консервативной партии и канцлером герцогства Ланкастерского. Будучи председателем партии, он успешно организовал неожиданную победу консерваторов на выборах в 1992 году, но потерял свое место.

## Биография
Паттен вырос в ирландской католической семье в западном Лондоне, в семье музыкального издателя, чьи предки приехали в Англию из графства Роскоммон, Ирландия. Отец Паттена — Фрэнк, джазовый барабанщик, ставший издателем музыки, и его мать Джоан отправили его в католическую начальную школу «Богоматерь Посещения» в Гринфорде, а затем в независимую школу Святого Бенедикта в Илинге, западный Лондон, где он выиграл выставку по чтению современной истории в Баллиол-колледже в Оксфорде.
После окончания с отличием второго класса в 1965 году и получения стипендии Кулиджа в США. Паттен работал в кампании тогдашнего республиканского мэра Нью-Йорка Джона Линдсея, где он сообщал о телевизионном выступлении соперника Уильяма Ф. Бакли-младшего. Он работал в Консервативной партии Великобритании с 1966 года, сначала в качестве администратора, а затем директором (с 1974 по 1979 год) отдела консервативных исследований.

### Книги
- Patten, Chris. The Tory Case. — Longman Higher Education, 1983. — ISBN 0-582-29612-9.
- Patten, Chris. Letters to Hong Kong. — Hong Kong : Information Services Department, 1997.
- Patten, Chris. East and West: The Last Governor of Hong Kong on Power Freedom and the Future. — McClelland & Stewart, 1998. — ISBN 978-0-7710-6974-1.
- Patten, Chris. Not Quite the Diplomat: Home Truths About World Affairs. — Allen Lane, 2005. — ISBN 0-7139-9855-5.
- Patten, Chris. Cousins and Strangers: America, Britain, and Europe in a New Century. — Times Books, 2006. — ISBN 0-8050-7788-X.
- Patten, Chris. What next? Surviving the Twenty-First Century. — Allen Lane, 2008.
- Patten, Chris. First Confession: A Sort of Memoir. — Allen Lane, 2017. — ISBN 978-0-241-27559-7.

### Научные работы
- Sumption, Jonathan (4 октября 2008). The pragmatic approach. The Spectator. 308 (9397): 38. Архивировано из оригинала 12 января 2009. Дата обращения: 23 декабря 2008.